# Vezzola
A Vezzola egy rövid olaszországi folyó. A Monti della Laga vidékén, a Colle Buonanotte (1070 m) lejtőjén ered, majd Teramo városa mellett a Tordinóba torkollik. Az ókorban Albulate vagy Albulata néven volt ismert. Mellékfolyói: Fosso Lago Verde, Fosso Valle, Rimiano és a Fosso Grande.